# Клименчук Єгор Олександрович
Єгор Олександрович Клименчук (нар. 11 листопада 1997, Запоріжжя, Україна) — український футболіст, лівий захисник.

## Ігрова кар'єра
Випускник ДЮСШ ФК «Металург» (Запоріжжя), перший тренер — Андрій Юрійович Максименко. Після завершення навчання поповнив ряди клубної команди «Металурга» U-19.
7 листопада 2014 року у виїзному матчі проти луганської «Зорі» дебютував у молодіжній команді «металургів». 30 травня 2015, в останньому турі чемпіонату України 2014/15 — в основній команді в матчі Прем'єр-ліги проти київського «Динамо», замінивши у другому таймі ще одного дебютанта Романа Попова. Всього ж в цьому матчі у вищому дивізіоні дебютувало четверо «металургів», компанію Клименчуку і Попову склали також воротар Тимофій Шеремета та півзахисник Данило Ігнатенко. 8 грудня 2015 року спочатку було повідомлено, що Єгор разом з низкою інших гравців залишив «Металург» у зв'язку з процесом ліквідації клубу, проте потім згадка про нього було прибрана зі списку в новині на сайті команди.
18 січня 2016 року стало відомо, що Клименчук перебуває на перегляді в білоруському клубі «Мінськ», з яким у підсумку підписав контракт на 2 роки. Провів за основний склад «Мінська» 4 матчі в чемпіонаті і 1 в Кубку Білорусі, з червня став в основному грати за дубль. 7 липня 2016 року контракт з білоруським клубом за угодою сторін був розірваний, і незабаром Єгор приєднався до новополоцького «Нафтана», де також не зумів закріпитися в основі і став виступати за дубль. По закінченні сезону 2016 року залишив «Нафтан».
У лютому 2017 року став гравцем «Колоса» з Першої ліги України.